# Сапрохин, Евгений Иванович
Евгений Иванович Сапрохин (1907 — 1997) — советский шахматист и шахматный тренер, кандидат в мастера спорта, подполковник.

## Биография
С ноября 1929 в РККА, затем служил в ОГПУ, НКВД и МВД. В 1930-х работал в Северном крае и Архангельской области.
Победил в тренировочном турнире, проходившем в городе Елец с 17 по 27 августа 1931. В 1957 участвовал в матче Тбилиси — Ростов-на-Дону, играя в партии против В. А. Гоглидзе. В 1960 на первенстве спортивного общества «Динамо» в Сталинграде (80 участников, швейцарская система) занял 3-е место. Участник соревнований по всему Советскому Союзу, в частности в Архангельске, Воронеже, Горьком, Белгороде, Грозном, выступал на соревнованиях республиканского и союзного уровня. На протяжении многих лет являлся одним из сильнейших шахматистов Ростова, ценитель поэзии А. В. Кольцова, стихи которого декламировал наизусть.
26 июня 2021 в зале чемпионов Ростовского городского шахматного клуба проходил «Мемориал Евгения Сапрохина», имеющий международную регистрацию по линии ФИДЕ.

### Звания
- младший лейтенант государственной безопасности, 7 апреля 1936;
- лейтенант государственной безопасности, 2 июня 1939;
- подполковник.